# Papiro 12
Il Papiro 12 ({\displaystyle {\mathfrak {p}}}12) è uno dei più antichi manoscritti esistenti del Nuovo Testamento, datato paleograficamente agli inizi del III secolo. È scritto in greco.

## Contenuto del papiro
{\displaystyle {\mathfrak {p}}}12 contiene una piccola parte del Lettera agli Ebrei (1:1).
Testo
πολυμερως κ πολυ[τρο]πως
παλε ο θς λαλήσ[α]ς το[ις π]ατρα
σ[ι] ημ[ω]ν εν τοις προ[φηταις]
Il testo del codice è rappresentativo del tipo testuale alessandrino. Kurt Aland lo ha collocato nella Categoria I.
È attualmente ospitato presso la Pierpont Morgan Library (Pap. Gr. 3; P. Amherst 3b) in New York.